# Classic Diamonds
 (juillet 2017).
Si vous disposez d'ouvrages ou d'articles de référence ou si vous connaissez des sites web de qualité traitant du thème abordé ici, merci de compléter l'article en donnant les références utiles à sa vérifiabilité et en les liant à la section « Notes et références ».
Albums de Doro Pesch
Let Love Rain on Me (EP)
(2004) In Liebe und Freundschaft
(2005)
Classic Diamonds est le neuvième album studio de la chanteuse de heavy metal et hard rock allemande Doro Pesch, paru en 2004.
L'album présente de nouveaux arrangements acoustiques et symphoniques pour les chansons du répertoire de Doro, ainsi que de nouvelles compositions.
La musique est principalement jouée par le Classic Night Orchestra, un ensemble de jeunes musiciens classiques qui accompagne Doro lors de la tournée européenne suivante.

## Présentation
Doro Pesch avait déjà expérimenté le mélange de ses puissants chants hard rock avec un orchestre symphonique en 2001 lors d'un concert à Düsseldorf et, plus tard, en 2003, pour un concert de charité à Bochum dont des extraits de ces deux spectacles sont inclus dans le DVD Für Immer (en) (2003).
Le résultat de ces deux prestations et la réaction des fans incitent la chanteuse allemande à planifier une approche plus organique des facettes symphoniques de ses chansons, la programmation d'un album et une tournée avec un orchestre.
Doro, recherchant des musiciens classiques jeunes, ouverts et multi-ethniques, choisit le Classic Night Orchestra, un ensemble atteignant les 30 éléments.
Avec l'aide d'Oliver Palotai, un des membres d'origine du groupe, et du producteur Torsten Sickert, Doro organise des titres anciens et de nouvelles compositions pour l'orchestre et les enregistre à Cologne. L'album prend près de huit mois pour être finalisé et est l'enregistrement le plus coûteux produit par Doro.
Outre les onze chansons jouées avec l'orchestre, l'album contient deux morceaux enregistrés en live et acoustiquement en studio par le groupe de Doro et deux autres titres joués par Torsten Sickert avec un émulateur accordé aux instruments classiques.
En dehors du Classic Night Orchestra, les musiciens du groupe ainsi que The Midnight Orchestra (sur les titres I'm in Love with You et She's Like Thunder) accompagnent Doro dans ses reprises, pour partie de l'époque où elle fait partie du groupe Warlock.
L'album est publié au moment de la tournée européenne, durant laquelle de nombreux éléments du Classic Night Orchestra jouent ensemble, en live, avec le groupe de Doro dans la plupart des villes traversées. Au festival Wacken Open Air (en Allemagne) du 6 août 2004, le Classic Night Orchestra est au complet, sur scène, pour le spectacle.
Tout au long de la tournée, des extraits du spectacle Classic Diamonds sont filmés et, plus tard, diffusés sur Classic Diamonds – The DVD (en).
L'album a culminé à la 33e position du classement allemand Longplay[réf. nécessaire].

### Contenu et éditions
Classic Diamonds paraît sur le label AFM Records et sous différents formats, avec et sans bonus et, également, dans une édition limitée "Deluxe" de 2 CD incluant, en disque bonus, l'EP Let Love Rain on Me.
La version Enhanced (améliorée) de l'album comprend une vidéo de Let Love Rain on Me.
La version digibook, en édition limitée, comprend 2 pistes supplémentaires.
Breaking the Law est une reprise de la chanson éponyme du groupe de heavy metal britannique Judas Priest, enregistrée pour leur album British Steel en 1980.

## Liste des titres
| Édition "Enhanced" | Édition "Enhanced"          | Édition "Enhanced"                       | Édition "Enhanced"       | Édition "Enhanced" | Édition "Enhanced" | Édition "Enhanced" | Édition "Enhanced" | Édition "Enhanced" | Édition "Enhanced" |
| No                 | Titre                       | Auteur                                   | Album d'origine          | Durée              |                    |                    |                    |                    |                    |
| ------------------ | --------------------------- | ---------------------------------------- | ------------------------ | ------------------ | ------------------ | ------------------ | ------------------ | ------------------ | ------------------ |
| 1.                 | I Rule the Ruins            | Doro Pesch, Joey Balin                   | Triumph and Agony (1987) | 4:02               |                    |                    |                    |                    |                    |
| 2.                 | Metal Tango                 | Pesch, Balin                             | Triumph and Agony (1987) | 3:57               |                    |                    |                    |                    |                    |
| 3.                 | Breaking the Law            | K. K. Downing, Rob Halford, Glenn Tipton | Reprise de Judas Priest  | 4:22               |                    |                    |                    |                    |                    |
| 4.                 | All We Are                  | Pesch, Balin                             | Triumph and Agony (1987) | 2:56               |                    |                    |                    |                    |                    |
| 5.                 | Für Immer                   | Pesch, Balin                             | Triumph and Agony (1987) | 4:36               |                    |                    |                    |                    |                    |
| 6.                 | Let Love Rain on Me         | Pesch, Gary Scruggs                      | Inédit                   | 3:52               |                    |                    |                    |                    |                    |
| 7.                 | Burn It Up                  | Pesch, Chris Lietz, Jürgen Engler        | Inédit                   | 2:25               |                    |                    |                    |                    |                    |
| 8.                 | Tausend Mal Gelebt          | Pesch, Scruggs                           | Love Me in Black (1998)  | 4:17               |                    |                    |                    |                    |                    |
| 9.                 | I'm in Love with You        | Pesch, Reinhold Mack                     | Inédit                   | 4:44               |                    |                    |                    |                    |                    |
| 10.                | Always Live to Win          | Pesch, Lietz                             | Fight (2002)             | 3:00               |                    |                    |                    |                    |                    |
| 11.                | Undying                     | Pesch, Scruggs                           | Fight (2002)             | 3:39               |                    |                    |                    |                    |                    |
| 12.                | Love Me in Black            | Pesch, Jimmy Harry                       | Love Me in Black (1998)  | 5:18               |                    |                    |                    |                    |                    |
| 13.                | She's Like Thunder          | Pesch, Lietz, Nick Douglas               | Titre bonus              | 3:51               |                    |                    |                    |                    |                    |
|                    | 'Video Teaser & Wallpapers' |                                          |                          |                    |                    |                    |                    |                    |                    |
|                    | Let Love Rain on Me         |                                          |                          |                    |                    |                    |                    |                    |                    |
| 51:15              |                             |                                          |                          |                    |                    |                    |                    |                    |                    |

| Titres bonus - Édition digipack Allemagne (AFM Records, 20 septembre 2004) | Titres bonus - Édition digipack Allemagne (AFM Records, 20 septembre 2004) | Titres bonus - Édition digipack Allemagne (AFM Records, 20 septembre 2004) | Titres bonus - Édition digipack Allemagne (AFM Records, 20 septembre 2004) | Titres bonus - Édition digipack Allemagne (AFM Records, 20 septembre 2004) | Titres bonus - Édition digipack Allemagne (AFM Records, 20 septembre 2004) | Titres bonus - Édition digipack Allemagne (AFM Records, 20 septembre 2004) | Titres bonus - Édition digipack Allemagne (AFM Records, 20 septembre 2004) | Titres bonus - Édition digipack Allemagne (AFM Records, 20 septembre 2004) | Titres bonus - Édition digipack Allemagne (AFM Records, 20 septembre 2004) |
| No                                                                         | Titre                                                                      | Auteur                                                                     | Album d'origine                                                            | Durée                                                                      |                                                                            |                                                                            |                                                                            |                                                                            |                                                                            |
| -------------------------------------------------------------------------- | -------------------------------------------------------------------------- | -------------------------------------------------------------------------- | -------------------------------------------------------------------------- | -------------------------------------------------------------------------- | -------------------------------------------------------------------------- | -------------------------------------------------------------------------- | -------------------------------------------------------------------------- | -------------------------------------------------------------------------- | -------------------------------------------------------------------------- |
| 14.                                                                        | The Last Goodbye                                                           | Nick Douglas, Telly Savalas                                                | Titre bonus                                                                | 3:10                                                                       |                                                                            |                                                                            |                                                                            |                                                                            |                                                                            |
| 15.                                                                        | The Final                                                                  | Torsten Sickert, Oliver Palotai                                            | Titre bonus                                                                | 1:21                                                                       |                                                                            |                                                                            |                                                                            |                                                                            |                                                                            |
|                                                                            | 'Video Teaser & Wallpapers'                                                |                                                                            |                                                                            |                                                                            |                                                                            |                                                                            |                                                                            |                                                                            |                                                                            |
|                                                                            | Let Love Rain on Me                                                        |                                                                            |                                                                            |                                                                            |                                                                            |                                                                            |                                                                            |                                                                            |                                                                            |
| 55:47                                                                      |                                                                            |                                                                            |                                                                            |                                                                            |                                                                            |                                                                            |                                                                            |                                                                            |                                                                            |

| Disque bonus EP Let Love Rain on Me - Édition limitée Deluxe (AFM Records, 9 août 2004) | Disque bonus EP Let Love Rain on Me - Édition limitée Deluxe (AFM Records, 9 août 2004) | Disque bonus EP Let Love Rain on Me - Édition limitée Deluxe (AFM Records, 9 août 2004) | Disque bonus EP Let Love Rain on Me - Édition limitée Deluxe (AFM Records, 9 août 2004) | Disque bonus EP Let Love Rain on Me - Édition limitée Deluxe (AFM Records, 9 août 2004) | Disque bonus EP Let Love Rain on Me - Édition limitée Deluxe (AFM Records, 9 août 2004) | Disque bonus EP Let Love Rain on Me - Édition limitée Deluxe (AFM Records, 9 août 2004) | Disque bonus EP Let Love Rain on Me - Édition limitée Deluxe (AFM Records, 9 août 2004) | Disque bonus EP Let Love Rain on Me - Édition limitée Deluxe (AFM Records, 9 août 2004) | Disque bonus EP Let Love Rain on Me - Édition limitée Deluxe (AFM Records, 9 août 2004) |
| No                                                                                      | Titre                                                                                   | Durée                                                                                   |                                                                                         |                                                                                         |                                                                                         |                                                                                         |                                                                                         |                                                                                         |                                                                                         |
| --------------------------------------------------------------------------------------- | --------------------------------------------------------------------------------------- | --------------------------------------------------------------------------------------- | --------------------------------------------------------------------------------------- | --------------------------------------------------------------------------------------- | --------------------------------------------------------------------------------------- | --------------------------------------------------------------------------------------- | --------------------------------------------------------------------------------------- | --------------------------------------------------------------------------------------- | --------------------------------------------------------------------------------------- |
| 1.                                                                                      | Let Love Rain on Me (Radio version)                                                     | 3:53                                                                                    |                                                                                         |                                                                                         |                                                                                         |                                                                                         |                                                                                         |                                                                                         |                                                                                         |
| 2.                                                                                      | Llueva en mí tu amor (Version espagnole du titre 1)                                     | 3:53                                                                                    |                                                                                         |                                                                                         |                                                                                         |                                                                                         |                                                                                         |                                                                                         |                                                                                         |
| 3.                                                                                      | Pluie d'amour (Version française du titre 1)                                            | 3:54                                                                                    |                                                                                         |                                                                                         |                                                                                         |                                                                                         |                                                                                         |                                                                                         |                                                                                         |
| 4.                                                                                      | Breaking the Law (reprise de Judas Priest)                                              | 4:24                                                                                    |                                                                                         |                                                                                         |                                                                                         |                                                                                         |                                                                                         |                                                                                         |                                                                                         |
| 5.                                                                                      | I Rule the Ruins (Radio version)                                                        | 4:06                                                                                    |                                                                                         |                                                                                         |                                                                                         |                                                                                         |                                                                                         |                                                                                         |                                                                                         |
| 6.                                                                                      | Rare Diamond (Acoustic version)                                                         | 3:40                                                                                    |                                                                                         |                                                                                         |                                                                                         |                                                                                         |                                                                                         |                                                                                         |                                                                                         |
|                                                                                         | 'Vidéo'                                                                                 |                                                                                         |                                                                                         |                                                                                         |                                                                                         |                                                                                         |                                                                                         |                                                                                         |                                                                                         |
|                                                                                         | Unholy Love (Live)                                                                      |                                                                                         |                                                                                         |                                                                                         |                                                                                         |                                                                                         |                                                                                         |                                                                                         |                                                                                         |
| 23:49                                                                                   |                                                                                         |                                                                                         |                                                                                         |                                                                                         |                                                                                         |                                                                                         |                                                                                         |                                                                                         |                                                                                         |

## Crédits
- Doro Pesch : chant

| - Direction d'orchestre – Arnt Böhme - Premiers violons – Hye-sin Tjo, Ardan Saguner, Nonna Parfenov, Elda Teqja, Marco Stankovic, Ingrid Illguth - Seconds violons – Carolin Kosa, Arhan Saguner, Emma Fridman, Jee-eun Lee, Alexander Schneider - Altos – Wiebke Corssen, Urs Beckers, Ernst Hesse, Kristina Iczque, Manuela Crespi - Violoncelles – Lev Gordin (solo), Martin Henneken, Jens Peter Jandausch, Luise Schroeter - Contrebasse – Milivoj Plavsic - Trompettes – Daniel Edelhoff, Jörg Brohm - Seconds trompettes – Wolfgang Mundt, Carsten Gronwald - Trombones – Andreas Roth, Peter Schatlo - Trombone basse – Jan Böhme - Guitare acoustique – Klaus 'Major' Heuser - Batterie – Wolf Simon - Percussions – Mario Arrangonda | - Udo Dirkschneider – lead vocals (titre 3) - Oliver Palotai – piano - Oliver Best, Thomas Nathan, Klaus Vanscheidt – chœurs - Johnny Dee – batterie (titres 10 et 14) - Nick Douglas – basse (titres 10 et 14) - Claus Fischer – basse (titre 4) - Kai Hansen – guitares, basse (titre 13), guitare acoustique, chœurs - Dirk Schoppen – basse (titre 4), chœurs - Joe Taylor – guitare acoustique (titres 10 et 14) - Martin Wagemann – trompette solo |

### Équipes technique et production
- Production : Chris Lietz
- Production (additionnelle) : Torsten Sickert pour le Midnight Orchestra (titres 9 et 13)
- Arrangements d'orchestre : Arnt Böhme (titres 1, 2, 5), Torsten Sickert (titres 3, 4, 8, 9, 11, 13, 15), Oliver Palotai (titres 6, 7, 12, 15), Wieland Reißmann (titre 9)
- Ingénierie, mixage : Thorsten Rentsch
- Ingénierie : Wieland Reißmann
- Mastering : Mika Jussila